# Agnes Baden-Powell
Agnes Baden-Powell (Paddington, 16 dicembre 1858 – 2 giugno 1945) è stata un'educatrice britannica, nota per aver coadiuvato attivamente la creazione del movimento scout organizzando, su richiesta del fratello Robert, il movimento parallelo delle guide.
Nona di dieci figli, terza tra le femmine, Agnes era la sorella minore di Robert Baden-Powell. Questi, nel 1910, decise di offrire alle ragazze una proposta simile a quella dello scautismo (all'epoca rivolto ai soli maschi). Nacque così in quell'anno il guidismo, e Agnes fu la prima presidente dell'associazione delle guide britanniche.
Era una buona musicista e suonava il pianoforte, l'organo, il violino ed eccelleva nelle arti manuali.
Agnes insistette sempre sulla vita all'aperto quale valore fondante per il movimento delle guide, movimento che divenne ufficiale il 24 settembre 1915. Agnes lavorò alacremente nell'adattare il libro, Scouting for Boys anche per le ragazze e vennero così alla luce Handbook of the Girl Guides ed How Girls Can Help to Build Up the Empire.
Nel 1917 rassegnò le proprie dimissioni dalla carica di presidente in favore della Principessa reale Mary Windsor che era una fervente sostenitrice del movimento.
Agnes rimase vice presidente del movimento fino alla sua morte, il 2 giugno 1945.